# Praktica BX 20

Praktica BX20 von vorne

Praktica BX20 von oben

Ein Modell des Sucherbildes

Die Praktica BX 20 ist eine einäugige Spiegelreflexkamera der Praktica-B-Baureihe des Herstellers Pentacon.
Die in der DDR gefertigten Fotoapparate wurden auch exportiert. Sie ist die Nachfolgerin der BC 1, gegenüber dieser verfügt sie über eine elektronische Blitzinnenmessung und -dosierung (TTL-Blitzmessung), eine andere Tageslicht-Messcharakteristik sowie ein Voll-Kunststoffgehäuse mit ersten ergonomischen Merkmalen (Handgriff). Sie wurde von Dezember 1987 bis Dezember 1990 in einer Stückzahl von mehr als 200.000 Exemplaren produziert.

## Technische Merkmale
- elektronisch gesteuerter Elektromagnet-Metalllamellenverschluss mit stufenloser Belichtungszeit zwischen 1/1000 und 40 Sekunden
- manuell einstellbare Zeiten: 1/1, 1/2, 1/4, 1/8, 1/15, 1/30, 1/60, 1/125, 1/250,1/500, 1/1000
- Praktica-Bajonettanschluss, EDC (elektronische Blendenkontrolle) zur TTL-Belichtungsmessung (Innenlichtmessung) mittels Silicium-Fotodiode
- Filmempfindlichkeit einstellbar von ASA 12 bis 3200 bzw. DIN 12 bis 36
- Einspiegelung der gewählten Blende mit Information über den Spannzustand
- Belichtungskorrektur um ± 2 Blendenstufen einstellbar, Anzeige der Belichtungskorrektur durch rote LED
- pentaprismischer Sucher mit 95 % Sichtfeld, dreifache Scharfstellmöglichkeit durch diagonales Schnittbild, Mikroprismenring und Einstellscheibe, LEDs zur Anzeige der gewählten (blinkend) und gemessenen (konstant) Belichtungszeit
- Belichtungsspeicherknopf (Auto Exposure Lock, AEL), Anzeige durch grüne LED, mechanischer Selbstauslöser (ca. 10 s), Abblendhebel
- Blitzschuh X-Synchronisation (1/90 s), Blitzbereitschaftsanzeige und Blitz-„O.K.“-Signal im Sucherbild
- TTL-Blitzsteuerung mit SCA-systemkonformen Blitzgeräten (z. B. Praktica BC 222, Praktica BT225, Nachwende-Blitzgeräte von Praktica, Olympus-Blitzgeräte) mittels extra Photodiode unterhalb des Spiegels
- Anschlussmöglichkeit für Motorwinder
- beim Öffnen der Rückwand rückstellendes Bildzählwerk, Auslösesperre
- Batterie V 28PX (6 Volt), alternativ mit Adapter 4 × LR 44

## Unterschiede zwischen BX20 und BX20s
Pentacon entwickelte eine verbesserte Version der BX20 als Prototyp, die BX21. Dieser Typ wurde nur 29 Mal hergestellt. Pentacon entwickelte dann die BX21 zur fertigen BX20s um. Die wesentlichen Unterschiede der BX20 und der BX20s sind:
- Verbessertes Design/verbesserte Bedienbarkeit zur BX21 bzw. BX20
- DX-Codierung der Filme wurde erkannt (war bereits bei BX21)
- Ansonsten genauso wie BX20

Die BX20s wurde in DDR-Zeiten von VEB Pentacon nur 37 Mal gebaut. Allerdings kaufte Schneider-Kreuznach GmbH nach der politischen Wende Pentacon auf und nahm die Produktion der BX20s bis 2001 in einer hohen Stückzahl wieder auf.